# Chonostropheus tristis
Chonostropheus tristis – gatunek chrząszcza, należącego do rodziny tutkarzowatych. Zamieszkuje Europę i Azję Zachodnią.

## Taksonomia
Gatunek ten opisany został po raz pierwszy w 1794 roku przez Johana Christiana Fabriciusa pod nazwą Attelabus tristis.

## Morfologia
Chrząszcz o stosunkowo smukłym ciele długości od 3,4 do 4,3 mm, ubarwionym czarno z ciemnoniebieskim lub ciemnozielonym połyskiem, porośniętym długim, ciemnobrunatnym, niemal stojącym owłosieniem. Ryjek jest krótki, około 1,4 raza dłuższy niż szeroki, na wierzchołku spłaszczony. Czułki umiejscowione są przed środkiem długości ryjka. Głowa jest rzadko i głęboko punktowana, ma płaskie czoło i równomiernie wypukłe oczy. Przedplecze u samca 1,3 raza szersze niż dłuższe, zaś u samicy tak szerokie jak długie. U samca boki przedplecza są wyraźnie wypukłe, zaokrąglone i przy przedniej i tylnej krawędzi przewężone, u samicy zaś są słabo wypukłe, szeroko wyokrąglone. Powierzchnia przedplecza jest matowa wskutek bardzo gęstego, zlewającego się w zmarszczki punktowania; środkiem przedplecza biegnie ponadto podłużna bruzda. Pokrywy są 1,4 raza dłuższe niż szerokie, szeroko zaokrąglone ze słabo zaokrąglonymi guzami barkowymi. Rzędy pokryw są szerokie, głęboko punktowane, a międzyrzędy sklepione, bardzo drobno i nieregularnie punktowane. Przednia połowa pokryw ma dodatkowe punkty między rzędem pierwszym a drugim. Odnóża odznaczają się szczególnie długim owłosieniem goleni.

## Ekologia i występowanie
Zarówno larwy, jak i postacie dorosłe są foliofagami klona jawora. Owady dorosłe są aktywne od kwietnia do lipca. Samice nacinają i zwijają w tutki część liścia. Rozwój jaja i larwy ma miejsce w tutce.
Gatunek palearktyczny. W Europie znany jest z Francji, Belgii, Niemiec, Austrii, Włoch, Polski, Czech, Słowacji, Węgier, Ukrainy, Mołdawii, Rumunii, Bułgarii, Słowenii, Chorwacji, Bośni i Hercegowiny, Czarnogóry, Serbii, Grecji oraz europejskiej części Rosji. W Azji zamieszkuje azjatycką część Turcji i Kaukaz. W Polsce jest owadem bardzo rzadkim, znanym tylko z nielicznych stanowisk w południowej części kraju. Na „Czerwonej liście chrząszczy województwa śląskiego” umieszczony jest jako gatunek bliski zagrożenia wymarciem (NT). Na „Czerwonej liście gatunków zagrożonych Republiki Czeskiej” również umieszczony został ze statusem bliskiego zagrożenia (NT).